# St. Nicolai (Alfeld)

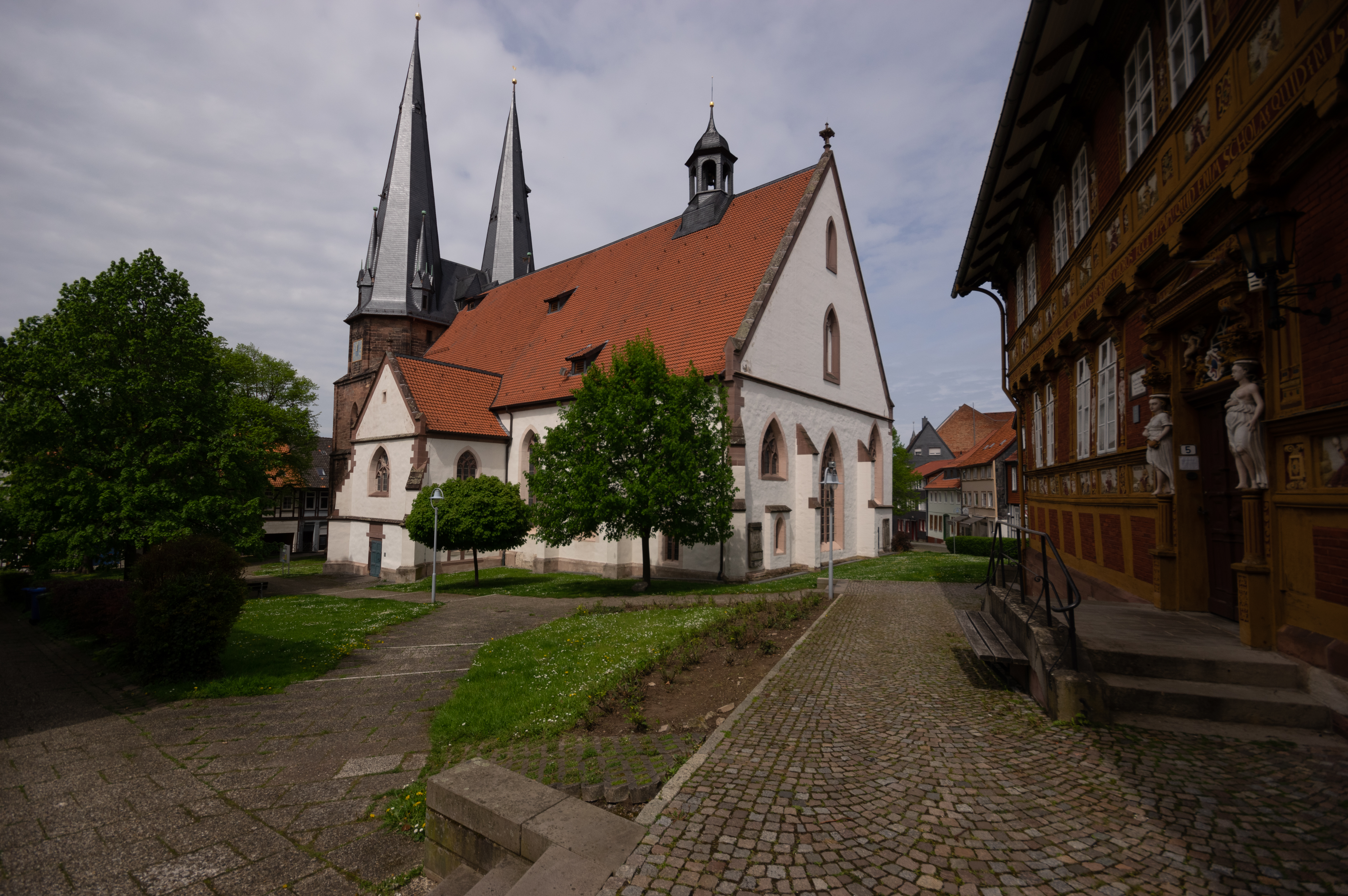
St. Nicolai von Südosten; im Vordergrund rechts die Alte Lateinschule

St. Nicolai ist die evangelisch-lutherische Hauptkirche der Stadt Alfeld, Niedersachsen. Sie ist eine gotische Hallenkirche mit einem zweitürmigen Westbau, der weit über das Leinetal sichtbar ist. Namensgeber ist Nikolaus von Myra, im Mittelalter Schutzpatron der Schiffer und Kaufleute. 

## Baugeschichte
Das heutige Gebäude ist das Ergebnis verschiedener Erweiterungen und Umbauten. Die ursprüngliche Kirche war ein romanischer Bau vom Ende des 11. Jahrhunderts. Damals war das Fredener Archidiakonat hierher verlegt worden, was der Stadtentwicklung Alfelds einen wichtigen Impuls gab. Die Kirche war eine kreuzförmige Basilika, von der noch die Hauptsubstanz des Westwerks und die ehemaligen Vierungspfeiler erhalten sind. Um 1400 wurde das Langhaus in eine gotische Halle umgewandelt, gegen Ende desselben Jahrhunderts der romanische Chor durch drei weitere Hallenjoche ersetzt.
1542 nahmen Rat und Bürgerschaft der Stadt Alfeld das lutherische Bekenntnis an. St. Nicolai wurde Sitz eines Superintendenten, 1569 eines Generalsuperintendenten.

## Ausstattung

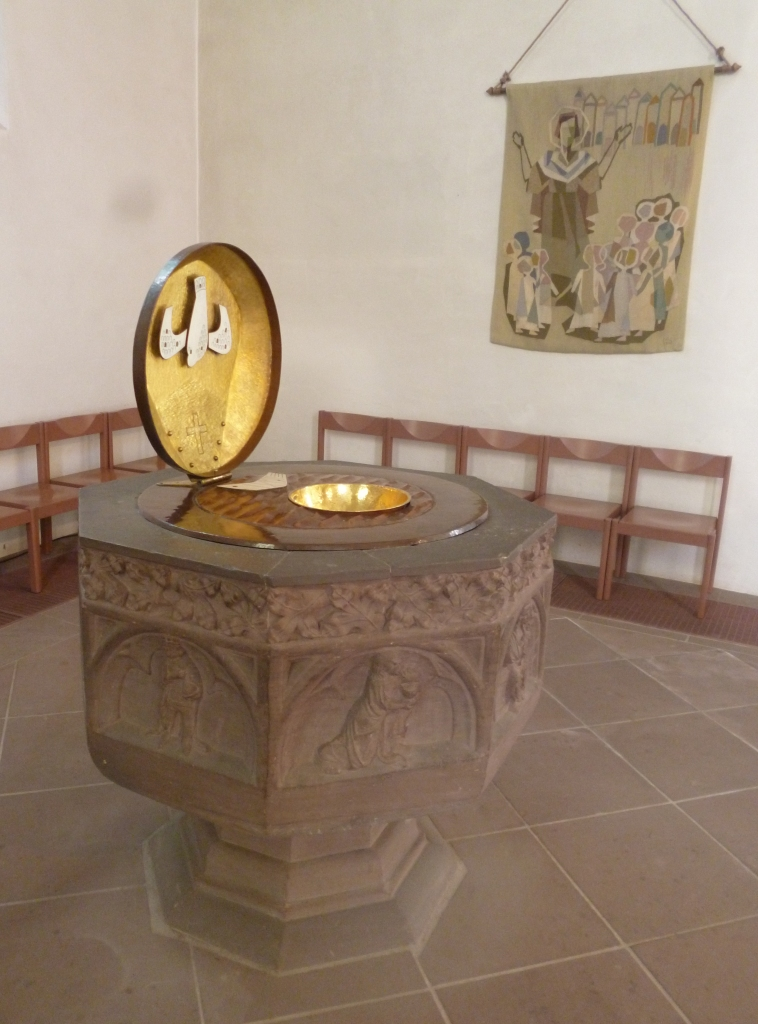
Taufstein

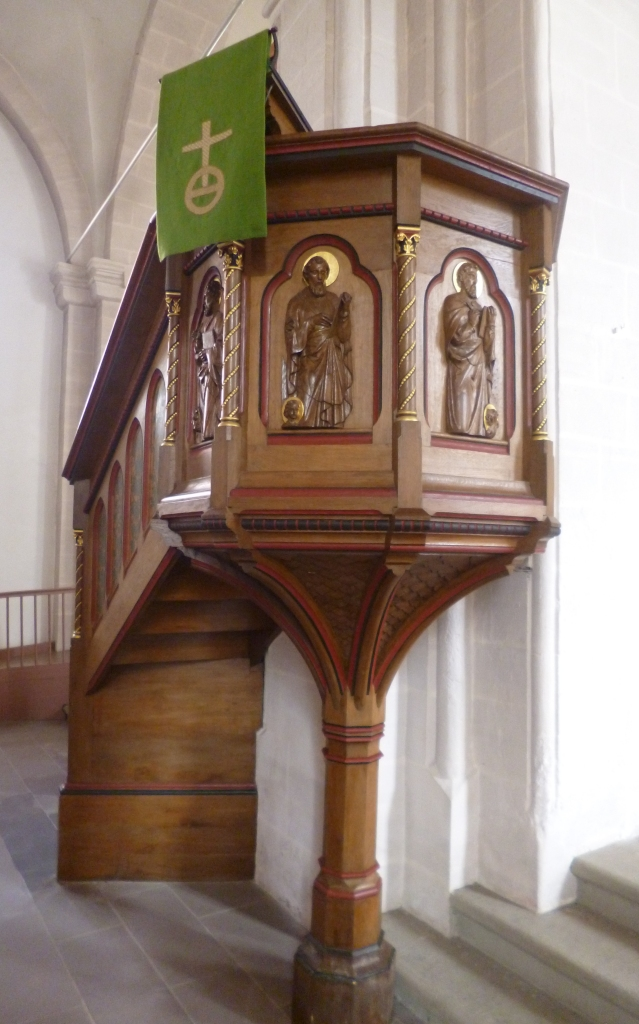
Kanzel

Zur Ausstattung der Kirche gehört ein auf ca. 1230/1240 datiertes Triumphkreuz. 

## Orgel

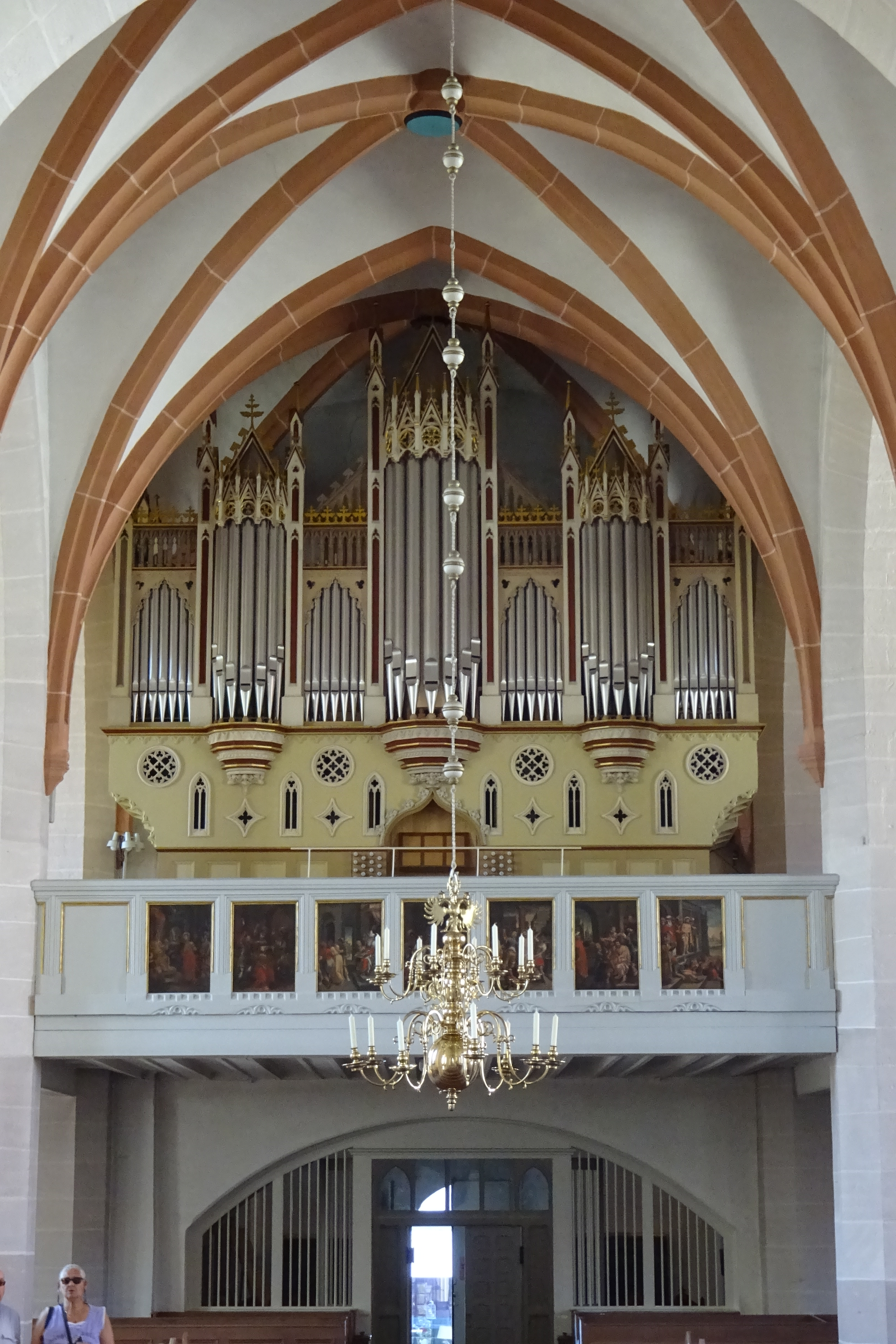
Blick auf die Orgel

Die Orgel wurde 1862 bis 1863 von dem Orgelbauer Heinrich Schaper (Hildesheim) mit 31 Registern auf drei Manualen und Pedal erbaut. 1917 mussten die Prospektpfeifen zu Kriegszwecken abgeliefert werden; sie wurden später durch Zinkpfeifen ersetzt. Nach dem Zweiten Weltkrieg wurde das Instrument überarbeitet und die Disposition entsprechend den damaligen Klangvorstellungen aufgehellt. 1957 bis 1962 wurde die Orgel durch die Orgelbaufirma Friedrich Weißenborn (Braunschweig) umgestaltet und tiefgreifend verändert. Das Echowerk wurde beseitigt; dafür wurde in die Emporenbrüstung ein Rückpositiv eingefügt. Die Technik wurde weitgehend umgebaut. Die Disposition wurde auf 37 Register erweitert. 1960 fügte der Orgelbauer Emil Hammer zwei neue Register hinzu. 2015 wurde die Orgel durch den Orgelbauer Jörg Bente restauriert. Das Instrument hat heute 44 Register (darunter ein Vorabzug) auf drei Manualen und Pedal.
| I Hauptwerk C–f3 |                       |        |
| 01.              | Principal             | 16′    |
| 02.              | Quintatoen            | 16′    |
| 03.              | Prinzipal             | 08′    |
| 04.              | Fugara                | 08′    |
| 05.              | Gemshorn              | 08′    |
| 06.              | Doppelflöte           | 08′    |
| 07.              | Octave                | 04′    |
| 08.              | Spitzflöte            | 04′    |
|                  | Quinte (vorab Nr. 10) | 02 ⁄3′ |
| 09.              | Octave                | 02′    |
| 10.              | Cornett III           | 03′    |
| 11.              | Mixur IV              | 02′    |
| 12.              | Trompete              | 08′    |

| II Positiv C–f3 |               |    |
| 13.             | Principal     | 8′ |
| 14.             | Gamba         | 8′ |
| 15.             | Portunalflöte | 8′ |
| 16.             | Bordun        | 8′ |
| 17.             | Octave        | 4′ |
| 18.             | Gedacktflöte  | 4′ |
| 19.             | Nasat         | 3′ |
| 20.             | Octave        | 2′ |
| 21.             | Mixtur III    |    |

| III Echowerk C–f3 |                  |     |
| 22.               | Bordun           | 16′ |
| 23.               | Geigenprincipal  | 08′ |
| 24.               | Salicional       | 08′ |
| 25.               | Liebl. Gedackt   | 08′ |
| 26.               | Vox coelestis    | 08′ |
| 27.               | Fugara           | 04′ |
| 28.               | Gemshorn         | 04′ |
| 29.               | Flauto amabile   | 04′ |
| 30.               | Flute octaviante | 02′ |
| 31.               | Echocornett II   |     |
| 32.               | Klarinette       | 08′ |

| Pedal C–f1 |           |         |
| 33.        | Prinzipal | 16′     |
| 34.        | Violon    | 16′     |
| 35.        | Subbass   | 16′     |
| 36.        | Quintbass | 10 2⁄3′ |
| 37.        | Octave    | 08′     |
| 38.        | Violon    | 08′     |
| 39.        | Bordun    | 08′     |
| 40.        | Octave    | 04′     |
| 41.        | Mixtur IV |         |
| 42.        | Posaune   | 16′     |
| 43.        | Trompete  | 08′     |

- Koppeln: II/I, III/I, III/II, I/P, II/P, III/P